# Ferdinand Waller
Ferdinand Waller (* 11. März 1879 in Schlehdorf in Oberbayern; † 1949) war ein deutscher Landrat und Richter.

## Leben
Nach dem Abitur am humanistischen Gymnasium Amberg leistete Waller seinen Militärdienst als Einjährig-Freiwilliger und studierte anschließend Rechtswissenschaften an der Ludwig-Maximilians-Universität München, wo er 1900 Mitglied des Corps Palatia wurde. Er wechselte dann auf die Friedrich-Alexander-Universität Erlangen-Nürnberg. Dort promovierte er mit der Dissertation  „Beiträge zum Recht der Simultaneen mit besonderer Berücksichtigung der Stadt Weiden“  zum Dr. jur.  Nach dem juristischen Vorbereitungsdienst legte er 1907 das Assessorexamen (früher Staatskonkurs) ab. Es folgten Beschäftigungen bei der Regierung von Niederbayern und der Landkreisverwaltung in Neustadt an der Waldnaab, bis er am 7. August 1914 zum Kriegsdienst eingezogen wurde. 
Nach dem Kriege kehrte er wieder in die Verwaltung zurück und fand Beschäftigung beim Landkreis Memmingen und wurde 1928 Vorsteher des Bezirksamtes in Ebermannstadt. 1939 wurde in Bayern für die bestehenden Bezirksämter die  Bezeichnung Landkreis eingeführt. Dieses Amt hatte er bis zum 15. Februar 1936 inne, als er Bezirksamtsvorsteher (ab 1939 Landrat) des Landkreises Sonthofen wurde.  Nach dem Krieg wurde er aus dem Amt entlassen und im Entnazifizierungsverfahren im Januar 1947 als entlastet eingestuft. Er wurde Richter am Verwaltungsgericht Augsburg und  zum 1. Mai 1948 in den Ruhestand verabschiedet.
Waller wurde am 1. Mai 1935 Mitglied der NSDAP.